# La Vérité au prix de la vie
Pour plus de détails, voir Fiche technique et Distribution.
La Vérité au prix de la vie (Quest for Love) est un film sud-africain réalisé par Helena Nogueira, sorti en 1988.

## Synopsis
L'histoire d'amour entre deux femmes sur plusieurs années.

## Fiche technique
- Titre : La Vérité au prix de la vie
- Titre original : Quest for Love
- Réalisation : Helena Nogueira
- Scénario : Antonio A. Goncalves, Helena Nogueira et Rufus Swart (dialogues additionnels) d'après le roman Q.E.D. de Gertrude Stein
- Musique : Tony Rudner
- Photographie : Roy MacGregor
- Montage : Helena Nogueira
- Production : Shan Moodley
- Société de production : Distant Horizon et Elegant Film Production
- Pays :  Afrique du Sud
- Genre : Drame
- Durée : 94 minutes
- Dates de sortie : 
  -  Afrique du Sud : 11 novembre 1988

## Distribution
- Jana Cilliers : Alexandra
- Sandra Prinsloo : Dorothy
- Andrew Buckland : Michael
- Joanna Weinberg : Mabel
- Wayne Bowman : Zaccharia
- Lynn Gaines : Isabella
- Prince Mokhini : Cokwana
- Frances Ndlazilwana : Mapule
- Brian O'Shaughnessy : Brian

## Distinctions
Le film a été présenté au 13ème festival international du film de São Paulo.